# Efecto Meissner
El efecto Meissner, también denominado efecto Meissner-Ochsenfeld, consiste en la desaparición total del flujo del campo magnético en el interior de un material superconductor por debajo de su temperatura crítica. Fue descubierto por Walter Meissner y Robert Ochsenfeld en 1933 midiendo la distribución de flujo en el exterior de muestras de plomo y estaño enfriados por debajo de su temperatura crítica en presencia de un campo magnético. 
Meissner y Ochsenfeld encontraron que el campo magnético se anula completamente en el interior del material superconductor y que las líneas de campo magnético son expulsadas del interior del material, por lo que este se comporta como un material diamagnético perfecto. El efecto Meissner es una de las propiedades que definen la superconductividad y su descubrimiento sirvió para deducir que la aparición de la superconductividad es una transición de fase a un estado diferente.
La expulsión del campo magnético del material superconductor posibilita la formación de efectos curiosos, como la levitación de un imán sobre un material superconductor a baja temperatura que se muestra en la figura.

## La ecuación de London

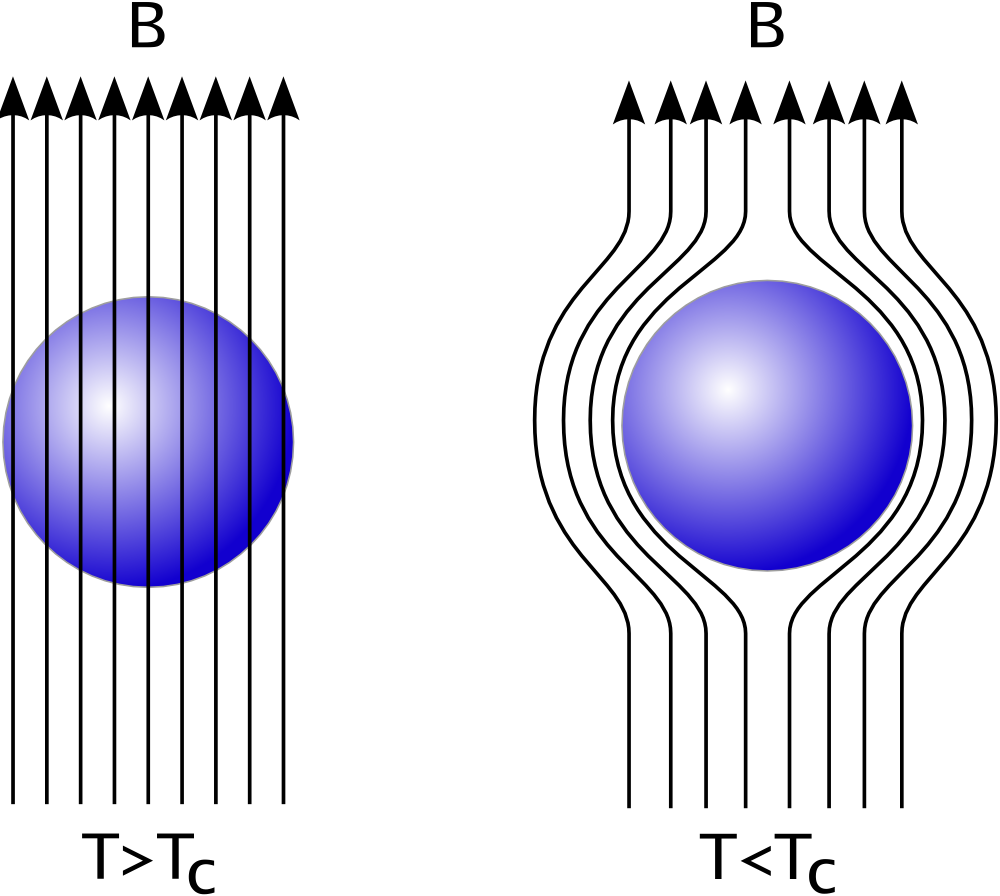
Expulsión del campo magnético por debajo de la temperatura crítica.

La primera teoría fenomenológica que explica el efecto Meissner se basa en la ecuación de Beaner:

(1){\displaystyle \nabla ^{2}{\vec {B}}={\frac {1}{\lambda _{L}^{2}}}{\vec {B}}}

donde {\displaystyle \lambda _{L}} depende de la cantidad ns de electrones (por unidad de volumen, es decir, densidad) que se encuentran en estado superconductor:

{\displaystyle \lambda _{L}={\sqrt {\frac {m}{\mu _{0}n_{s}q^{2}}}}}

La ecuación, desarrollada por los hermanos Fritz y Heinz London en 1935, explica la forma que ha de tener un campo magnético para que se cumplan las condiciones fundamentales que se dan en el efecto Meissner, que son:
1. que el campo magnético sea nulo en el interior del superconductor,
2. que las corrientes eléctricas estén limitadas a la superficie del superconductor, en una capa de un espesor del orden de lo que se conoce como la longitud de penetración {\displaystyle \lambda _{L}}, siendo nulas en el interior.

Los hermanos London desarrollaron su teoría pensando que los portadores de carga eran electrones, lo cual se vio que era erróneo varias décadas después. Sin embargo, a pesar de este desacierto inicial, los resultados experimentales no se vieron muy afectados debido a que la longitud de penetración es esencialmente la misma en ambos casos:
| magnitud                                             | idea inicial de los hermanos London                         | idea posterior con pares de Cooper                                                                              |
| ---------------------------------------------------- | ----------------------------------------------------------- | --- |
| carga q                                              | -e (carga de un electrón)                                   | -2e |
| masa m                                               | me (masa de un electrón)                                    | 2me |
| densidad de partículas en estado superconductor      | ns                                                          | ns/2 |
| longitud de penetración {\displaystyle \lambda _{L}} | {\displaystyle {\sqrt {\frac {m_{e}}{\mu _{0}n_{s}e^{2}}}}} | {\displaystyle {\sqrt {\frac {2m_{e}}{\mu _{0}(n_{s}/2)(2e)^{2}}}}={\sqrt {\frac {m_{e}}{\mu _{0}n_{s}e^{2}}}}} |

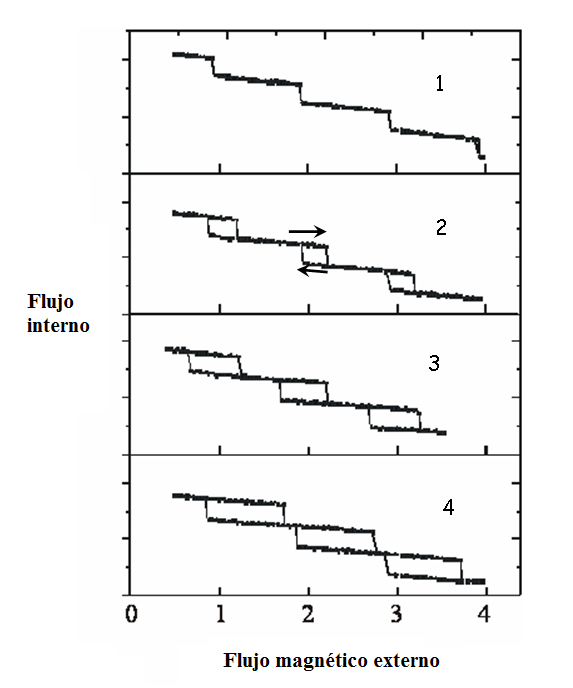
Cuantización del campo magnético en un anillo superconductor.

El primero en darse cuenta del error fue Lars Onsager en 1953 investigando la cuantización del flujo magnético que pasa por un anillo superconductor: el valor mínimo del flujo le salía exactamente la mitad de lo que debía ser, lo cual está acorde con una carga 2e. Basándose en esta idea Cooper expondría la idea de que los portadores de carga no son en realidad electrones, sino parejas de electrones (conocidas como pares de Cooper), como se explicó con todo detalle en la teoría BCS más tarde.

## La ecuación de Pippard
La ecuación de London (1) tiene diversas limitaciones. La principal de ellas es que no respeta el principio fundamental de la física según el cual dos sucesos lo suficientemente alejados uno de otro no pueden interferir entre sí. Dicho de otra forma, se trata de una teoría no local. Esto se debe a que los dos electrones que forman el par de Cooper están relativamente alejados uno de otro. No obstante, en su momento los hermanos London no podían saber esto, ya que ni siquiera sabían que se trataba de dos electrones juntos en lugar de uno.
Para resolver esto Brian Pippard presentó en 1953 la ecuación de Pippard, que es más general que la de los hermanos London, y fue corroborada poco más tarde por la teoría BCS.

## El efecto Meissner cerca de la temperatura crítica
Debido a la dependencia de la longitud de penetración con la densidad de electrones en el estado superconductor, es fácil ver que cuanto más se acerque la temperatura de la muestra a la temperatura crítica, menos electrones habrá en estado superconductor y por lo tanto el campo magnético penetrará cada vez más en el superconductor. Cuando el superconductor alcanza la temperatura crítica la longitud de penetración tiende a infinito, lo que significa que el campo magnético puede penetrar en la muestra sin oposición alguna, es decir, el efecto Meissner desaparece.
Históricamente fue difícil comprender por qué la longitud de penetración aumentaba con la temperatura, ya que no se supo hasta más tarde que los electrones en estado superconductor (es decir, aquellos que están de dos en dos formando pares de Cooper) conviven con los electrones en estado normal (es decir, desapareados), y que la densidad de electrones en un estado u otro depende de la temperatura.

## Valores típicos de la longitud de penetración
Teniendo en cuenta la definición dada más arriba, tomando los valores correspondientes a las constantes y dando a la densidad de electrones en estado superconductor ns un valor típico de unos 1023 electrones por cm³ (que será menor a medida que la temperatura se acerque a la crítica) se obtiene una longitud de penetración {\displaystyle \lambda _{L}} ~ 1700 Å, lo que corresponde a una penetración entre los centenares y los millares de capas atómicas, lo cual corresponde bastante bien con los valores experimentales.

## Teoría

### Deducción de la ecuación de London
La ecuación (1) se puede deducir mediante un tratamiento completamente clásico, y, aparte de las dos condiciones planteadas, nos bastan las ecuaciones de Maxwell y la segunda ley de Newton:

{\displaystyle {\vec {F}}=m{\vec {a}}\ .}

La segunda ley de Newton se puede expresar en este caso como:

{\displaystyle q{\vec {E}}=m{\frac {d{\vec {v}}}{dt}}}

Tomando la densidad de corriente {\displaystyle {\vec {J}}} en lugar de la velocidad y pasando la carga q al otro lado obtenemos:

{\displaystyle {\vec {E}}={\frac {m}{n_{s}q^{2}}}{\frac {d{\vec {J}}}{dt}}}

si bien no es más que la segunda ley de Newton expresada en términos de la densidad de corriente y campo eléctrico.
Si se considera que la velocidad de los electrones es pequeña, se puede tomar derivadas parciales en lugar de derivadas totales, y se obtiene la que en algunos textos se conoce como la primera ecuación de London (siendo la segunda la ecuación de London propiamente dicha),

{\displaystyle {\vec {E}}={\frac {m}{n_{s}q^{2}}}{\frac {\partial {\vec {J}}}{\partial t}}}

Si ahora se hace el rotacional a ambos lados de la ecuación, entra en juego las ecuaciones de Maxwell, en concreto la ley de Faraday:

{\displaystyle \nabla \times {\vec {E}}=-{\frac {\partial {\vec {B}}}{\partial t}}\ .}

{\displaystyle \nabla \times {\vec {E}}={\frac {m}{n_{s}q^{2}}}\nabla \times {\frac {\partial {\vec {J}}}{\partial t}}=-{\frac {\partial {\vec {B}}}{\partial t}}}

lo cual se puede expresar como:

{\displaystyle {\frac {\partial }{\partial t}}\left({\frac {m}{n_{s}q^{2}}}\nabla \times {\vec {J}}+{\vec {B}}\right)=0}

{\displaystyle \rightarrow {\frac {m}{n_{s}q^{2}}}\nabla \times {\vec {J}}+{\vec {B}}=constante}
Pero si se tiene en cuenta la primera condición (que el campo magnético y la densidad de corriente sean nulas en el interior del superconductor) se ve que esta constante ha de ser igual a cero y queda:

(2){\displaystyle {\frac {m}{n_{s}q^{2}}}\nabla \times {\vec {J}}+{\vec {B}}=0}

Ahora bien, lo que interesa es tener todo en función del campo magnético, así que hay que deshacerse de la densidad de corriente. Esto se puede hacer empleando otra ecuación de Maxwell, la ley de Ampère:

{\displaystyle {\vec {J}}={\frac {1}{\mu _{0}}}\nabla \times {\vec {B}}}

{\displaystyle \rightarrow \nabla \times {\vec {J}}={\frac {1}{\mu _{0}}}\nabla \times \nabla \times {\vec {B}}}

para deshacerse del rotacional de un rotacional, que es más bien incómodo, se puede aplicar la conocida identidad según la cual para cualquier campo {\displaystyle {\vec {F}}} se tiene que:

{\displaystyle \nabla \times \left(\nabla \times {\vec {F}}\right)=\nabla \left(\nabla \cdot {\vec {F}}\right)-\nabla ^{2}{\vec {F}}\ ,}

Haciendo un último uso de las ecuaciones de Maxwell se considera que para un campo magnético {\displaystyle \nabla \cdot {\vec {B}}=0}, por lo que el primer término de la parte de la derecha se anula y desaparece el rotacional de la densidad de corriente:

{\displaystyle \nabla \times {\vec {J}}=-{\frac {1}{\mu _{0}}}\nabla ^{2}{\vec {B}}}

Que no es más que la ley de Ampère expresada de otra manera. Si ahora se reemplaza en la ecuación con la que se estaba trabajando, queda que:

{\displaystyle -{\frac {m}{\mu _{0}n_{s}q^{2}}}\nabla ^{2}{\vec {B}}+{\vec {B}}=0}

con lo que ya solamente se tiene que agrupar las constantes en {\displaystyle \lambda _{L}^{2}} y pasar uno de los términos al otro lado del igual para obtener la ecuación de London (1), que era el objetivo.

### Ecuación de London respecto al potencial vectorial
Es posible expresar la ecuación de London (1) también como:

(3){\displaystyle {\vec {J}}=-{\frac {n_{s}q^{2}}{m}}{\vec {A}}}

donde {\displaystyle {\vec {A}}} es el potencial vector. Para llegar a esta expresión basta con tomar del desarrollo anterior la ecuación intermedia (2); teniendo en cuenta que, por definición:

{\displaystyle {\vec {A}}=\nabla \times {\vec {B}},}

se llega:

{\displaystyle \nabla \times {\vec {J}}=-{\frac {n_{s}q^{2}}{m}}\nabla \times {\vec {A}}}

y quitando los rotacionales se tendrá la ecuación buscada.
Nota: no hay que olvidar que no se pueden quitar los rotacionales a la ligera, ya que aparece que, con el mismo resultado, se puedes añadir al potencial vectorial una función {\displaystyle \phi ({\vec {r}})} tal que:

{\displaystyle {\vec {A}}({\vec {r}})\rightarrow {\vec {A({\vec {r}})}}+\nabla \phi ({\vec {r}})}

sin embargo, en el problema que se está tratando se puede aplicar el gauge de London,

{\displaystyle \nabla \cdot {\vec {A}}=0}

{\displaystyle {\vec {A}}_{\perp }=0}

con lo que, si el superconductor es un sólido simplemente conexo, se tendrá que {\displaystyle \phi ({\vec {r}})} es en realidad constante y no influye en el problema.